# هورست ريك
هورست ريك (بالإنجليزية: Horst Rick)‏ (19 ديسمبر 1936 - 14 يوليو 2012) هو لاعب كرة قدم أمريكي في مركز الوسط. لعب مع فورتونا دوسلدورف.

## وصلات خارجية
- هورست ريك على موقع عالم كرة القدم.نت (الإنجليزية)